# Pikafish
Pikafish（中国語: 皮卡鱼）は、チェスエンジンStockfishをベースにしたオープンソースの象棋エンジンである。象棋の局面を解析し、最適な手と評価を提供し、UCIプロトコルを使用してユーザーインターフェースと通信し、評価のためにNNUE（Efficiently Updatable Neural Network）を採用している。初版は2022年8月にリリースされた。PikafishはWindowsやLinuxを含む複数のオペレーティングシステムに対応し、Webベースのバージョンも提供している。

## 歴史
Pikafishの起源は、PikaCat++によるオープンソース象棋ソフトウェア「PikaChess」に遡る。2022年6月、PikaCat++はFairy-StockfishのNNUEをPikaChessに統合し、従来の評価関数と比較してNNUE評価の大きな利点を体験した。7月には、PikaCat++はVincentzyxらと協力し、Fairy-Stockfishを改良して象棋向けに最適化したNNUEネットワークファイルを提供した。
その後、Fairy-Stockfishの開発者であるFabian Fichterと議論した結果、複雑かつ広範なFairy-Stockfishではなく、より効率的なStockfishから改造を始めることが提案された。そこで、PikaCat++はStockfishをフォークし、3週間で象棋エンジンへと改造し、2022年8月28日にPikafishの初版をリリースした。「Pikafish」という名称は、「PikaCat」と「Stockfish」を組み合わせたものである。